# バリオラム
バリオラム（VarioRam）とは、ポルシェが開発した可変吸気システム（可変長式インテークマニホールド）の名称。
エンジンの回転数に合わせてインテークマニホールドの周囲に設置されたスリーブをスライドさせ吸気路を変化させる仕組みになっている。
1995年に発売された993 カレラRS専用のM64/20型エンジン（3.8リットル）に初めて搭載され、1996年からは標準のエンジン（3.6リットル）にも導入されたが、ポルシェ・996の前期型を最後に採用はされなくなった。